# Spaniens Grand Prix 1998
Spaniens Grand Prix 1998 var det femte av 16 lopp ingående i formel 1-VM 1998.

## Rapport
Mika Häkkinen och David Coulthard flög iväg ifrån resten av startfältet och tog en enkel dubbelseger för McLaren med Michael Schumacher på tredje plats. Det mest dramatiska var dock kollisionen mellan Eddie Irvine och Giancarlo Fisichella, vilken tog båda ur tävlingen.

## Resultat
1. Mika Häkkinen, McLaren-Mercedes, 10 poäng
2. David Coulthard, McLaren-Mercedes, 6
3. Michael Schumacher, Ferrari, 4
4. Alexander Wurz, Benetton-Playlife, 3
5. Rubens Barrichello, Stewart-Ford, 2
6. Jacques Villeneuve, Williams-Mecachrome, 1
7. Johnny Herbert, Sauber-Petronas
8. Heinz-Harald Frentzen, Williams-Mecachrome
9. Jarno Trulli, Prost-Peugeot
10. Jean Alesi, Sauber-Petronas
11. Ralf Schumacher, Jordan-Mugen Honda
12. Jan Magnussen, Stewart-Ford
13. Toranosuke Takagi, Tyrrell-Ford
14. Shinji Nakano, Minardi-Ford
15. Esteban Tuero, Minardi-Ford
16. Olivier Panis, Prost-Peugeot

### Förare som bröt loppet
- Damon Hill, Jordan-Mugen Honda (varv 46, motor)
- Eddie Irvine, Ferrari (28, kollision)
- Giancarlo Fisichella, Benetton-Playlife (28, kollision)
- Mika Salo, Arrows (21, motor)
- Pedro Diniz, Arrows (20, motor)

### Förare som ej kvalificerade sig
- Ricardo Rosset, Tyrrell-Ford (0, motor)

## VM-ställning
| Förarmästerskapet 1. Mika Häkkinen, McLaren-Mercedes, 36 2. David Coulthard, McLaren-Mercedes, 29 3. Michael Schumacher, Ferrari, 24 | Konstruktörsmästerskapet 1. McLaren-Mercedes, 65 2. Ferrari, 35 3. Williams-Mecachrome, 14 |